# Мазанове (Амурська область)
Мазанове (рос. Мазаново) — село у Мазановському районі Амурської області Російської Федерації. Розташоване на території українського історичного та етнічного краю Зелений Клин.
Входить до складу муніципального утворення Мазановська сільрада. Населення становить 641 особу (2018).
Колишній районний центр Мазановського району.

## Географія
Село Мазанове стоїть на лівому березі річки Зея, за 8 км на північний захід від районного центру Мазановського району села Новокиївський Увал.

### Клімат
| Клімат Мазанового         | Клімат Мазанового | Клімат Мазанового | Клімат Мазанового | Клімат Мазанового | Клімат Мазанового | Клімат Мазанового | Клімат Мазанового | Клімат Мазанового | Клімат Мазанового | Клімат Мазанового | Клімат Мазанового | Клімат Мазанового | Клімат Мазанового |
| Показник                  | Січ.              | Лют.              | Бер.              | Квіт.             | Трав.             | Черв.             | Лип.              | Серп.             | Вер.              | Жовт.             | Лист.             | Груд.             | Рік               |
| Середній максимум, °C     | −20,9             | −14               | −3                | 8,4               | 17,8              | 24,2              | 26,3              | 23,9              | 17,4              | 7,0               | −8,3              | −19,6             | 4                 |
| Середня температура, °C   | −27,6             | −21,9             | −10,8             | 2,2               | 10,9              | 17,5              | 20,4              | 18,2              | 11,0              | 0,8               | −14,6             | −25,6             | −1                |
| Середній мінімум, °C      | −34,3             | −29,8             | −18,6             | −4                | 4,0               | 10,8              | 14,6              | 12,5              | 4,7               | −5,4              | −20,8             | −31,6             | −8                |
| Норма опадів, мм          | 6                 | 5                 | 10                | 36                | 52                | 78                | 135               | 124               | 72                | 26                | 17                | 10                | 571               |
| ------------------------- | ----------------- | ----------------- | ----------------- | ----------------- | ----------------- | ----------------- | ----------------- | ----------------- | ----------------- | ----------------- | ----------------- | ----------------- | ----------------- |
| Джерело: climate-data.org |                   |                   |                   |                   |                   |                   |                   |                   |                   |                   |                   |                   |                   |

## Історія
З січня 1926 року входить до складу Мазановського району, який згідно з постановою Президії Далькрайвиконкому від 20 березня 1931 був районом часткової українізації, у якому мало бути забезпечено обслуговування українського населення його рідною мовою шляхом створення спеціальних перекладових бюро при виконкомі та господарських організаціях.
З 20 жовтня 1932 року входить до складу новоутвореної Амурської області.
З 1 січня 2006 року входить до складу муніципального утворення Мазановська сільрада.

## Населення
| 2002 | 2010 | 2012 | 2013 | 2014 | 2015 | 2016 |
| ---- | ---- | ---- | ---- | ---- | ---- | ---- |
| 717  | ↗719 | ↘713 | ↘712 | ↗714 | ↘691 | ↘666 |
| 2017 | 2018 |      |      |      |      |      |
| ↘659 | ↘641 |      |      |      |      |      |